# 旧平井家住宅
旧平井家住宅（きゅうひらいけじゅうたく）は、千葉県佐倉市新町にある歴史的建造物。新町233-5（店舗兼主屋、座敷棟）および233-6（脇蔵）にまたがり、佐倉城址公園、武家屋敷そして新町通りを結ぶ角地に建っている。

## 歴史
平井家は江戸時代以来の有力商家で、現在の店舗兼主屋は、木造2階切妻造りで明治中期に建てられた。その後、土蔵2階建ての脇蔵が1917年（大正6年）に追加され、木造1階寄棟造りの座敷棟が1931年（昭和6年）に増築された。
2016年（平成28年）3月、国の文化審議会は、「旧平井家住宅」は歴史的な価値を持っているため、国の登録有形文化財とするよう文部科学大臣に答申し、同年8月1日に登録された。

## 平井家について
平井家は、家伝によれば佐倉城の城下町として新町が成立した元和年間から商人として居住していた。嘉永元年（1848年）の「佐倉新町絵図」には「儀兵衛　平井屋　槇炭商」、その北隣接地に「儀兵衛屋敷」とあり、約900 m2の敷地を所有していた。江戸時代、佐倉藩の御用商人として薪や炭を扱っていた。1863年（文久8年）の藩の記録にその取り組みが記されている。 1872年（明治5年）5月、平井家は新制度の郵便御用取扱人となり、佐倉郵便局の初期の役割を果たした。当時の郵便取扱所は新町43番地にあり、現在の平井家とは別の場所であった。 一時期、平井家は事情により休業したが、大正時代からは酒屋（平井酒舗）を経営し、新町の大手商家の勢いを取り戻した。 1958年（昭和33年）、当時の当主が高齢のため平井酒舗は閉店し、翌年より貸店舗としていた時期もあった。 平井家の商業活動は時代と共に変遷しながらも、地域に重要な役割を果たしてきたことがわかる。

## 建築
旧平井家住宅は旧城下の町人地に位置し、歴史的な価値がある建物で、多くの特徴的な要素が見受けられる。
この建物は、明治から昭和初期にかけての日本の伝統的な建築様式をよく反映しており、当時の技術や美意識が色濃く残っている。

### 建物の歴史
以下のような歴史が伝えられている。
- 1886年（明治19年）: 大火によって焼失し、その後再建された。
- 1892年（明治25年）: 店舗兼主屋は、木造2階建てであることが証文に記されている。
- 1917年（大正6年）: 脇蔵の上棟が経文箱に記録されている。
- 1931年（昭和6年）: 座敷棟の上棟が棟札に記録されている。

### 店舗兼主屋の間取り
- 1階: 新町通りに面し、開放的な「みせ（商店スペース）」、和室6畳の「茶の間」、板の間、玄関が配置されている[9]。
- 2階: 和室8畳、板の間8畳、旧女中部屋6畳、旧勉強部屋6畳がある[9]。

### 座敷棟の間取り
「仏間（和室8畳）」、「おく（和室10畳）」、「納戸」が含まれている。
床の間の壁には「ちりじゃくり」が施され、大工の技術の高さがうかがえる。
関東猫間障子には面取りが施され、細部まで丁寧に整えられている。
庭は南向きに造られており、「おく（和室10畳）」からの景色を意識して設計されている。

### 石蔵
敷地の奥には2階建ての大谷石の石蔵があるが詳細は不明である。

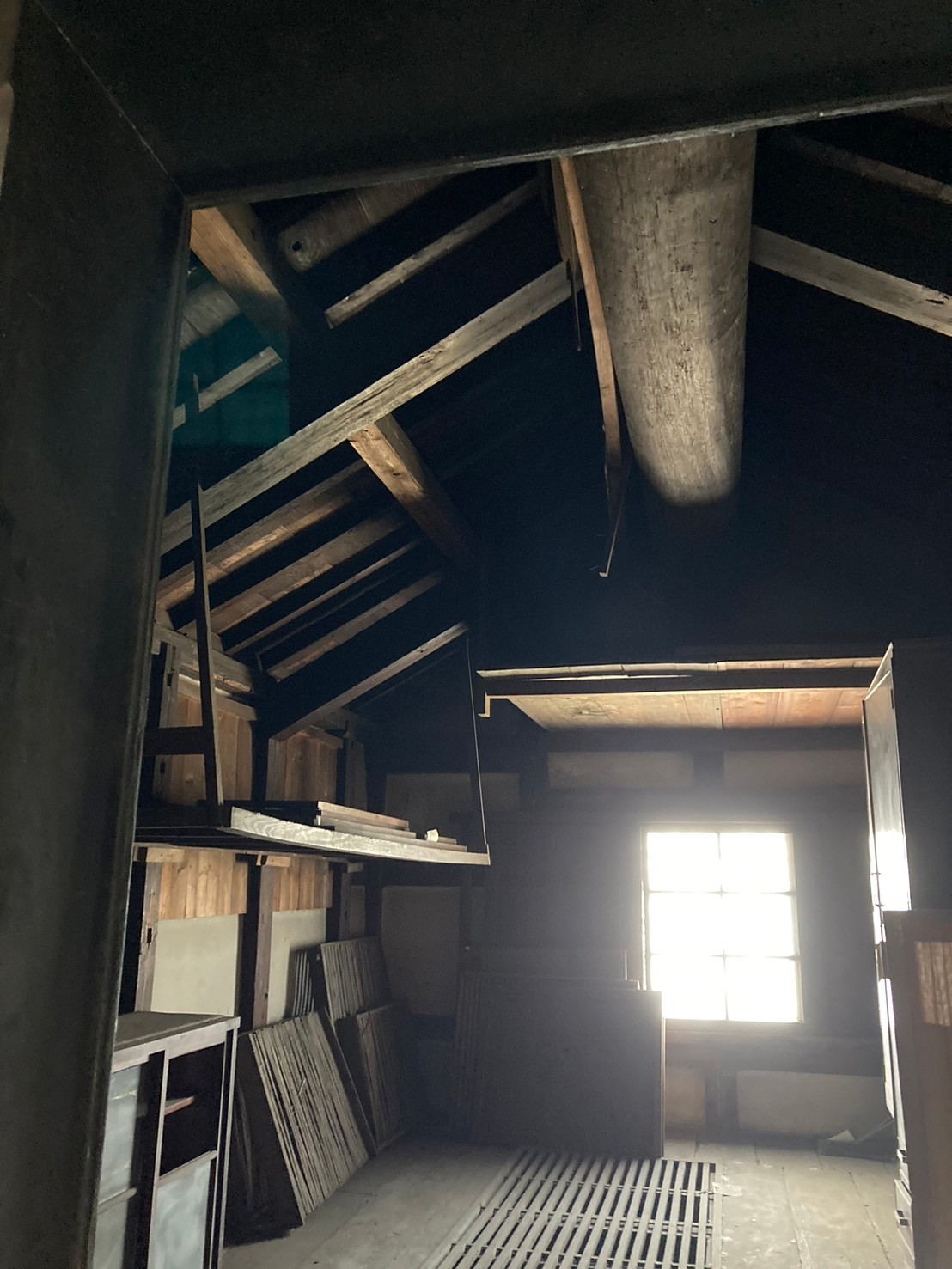
旧平井家住宅の脇蔵2階
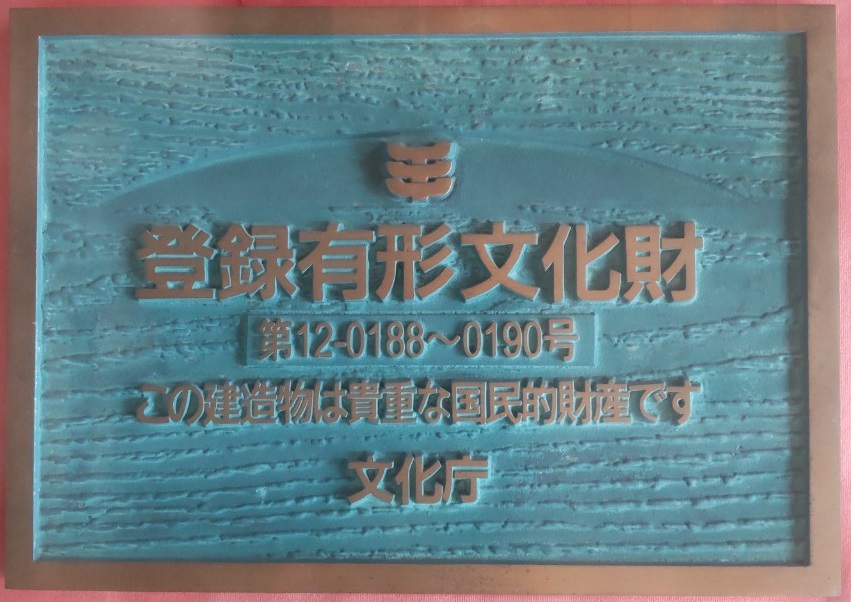
旧平井家住宅の登録有形文化財認定プレート
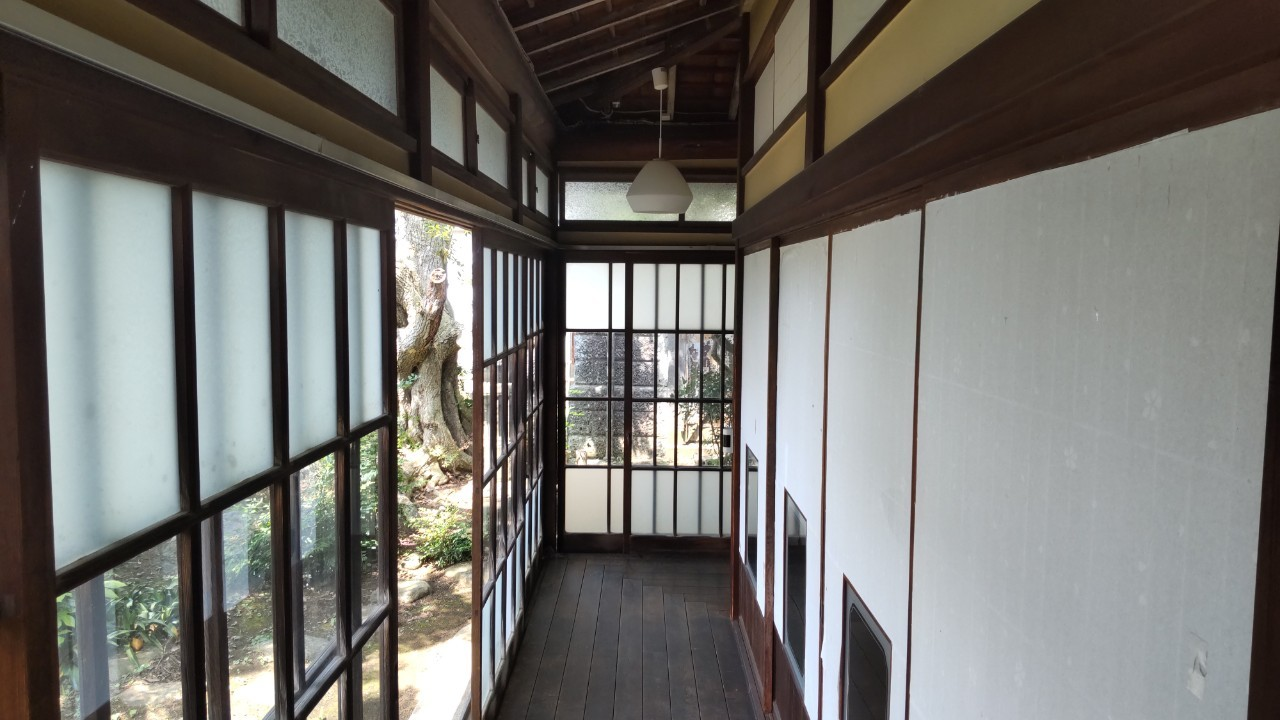
旧平井家住宅の庭に面した廊下
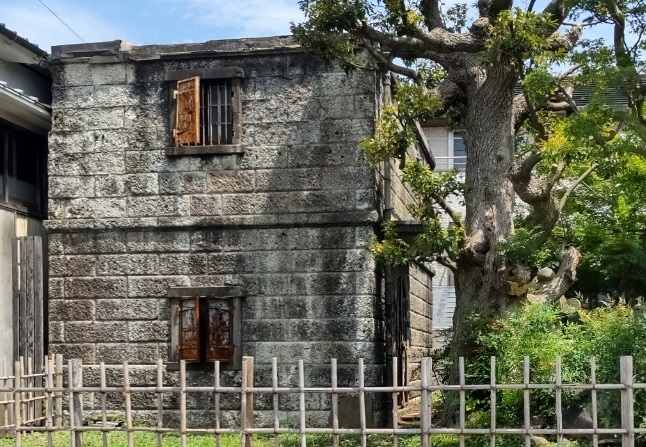
旧平井家住宅にある大谷石の石蔵
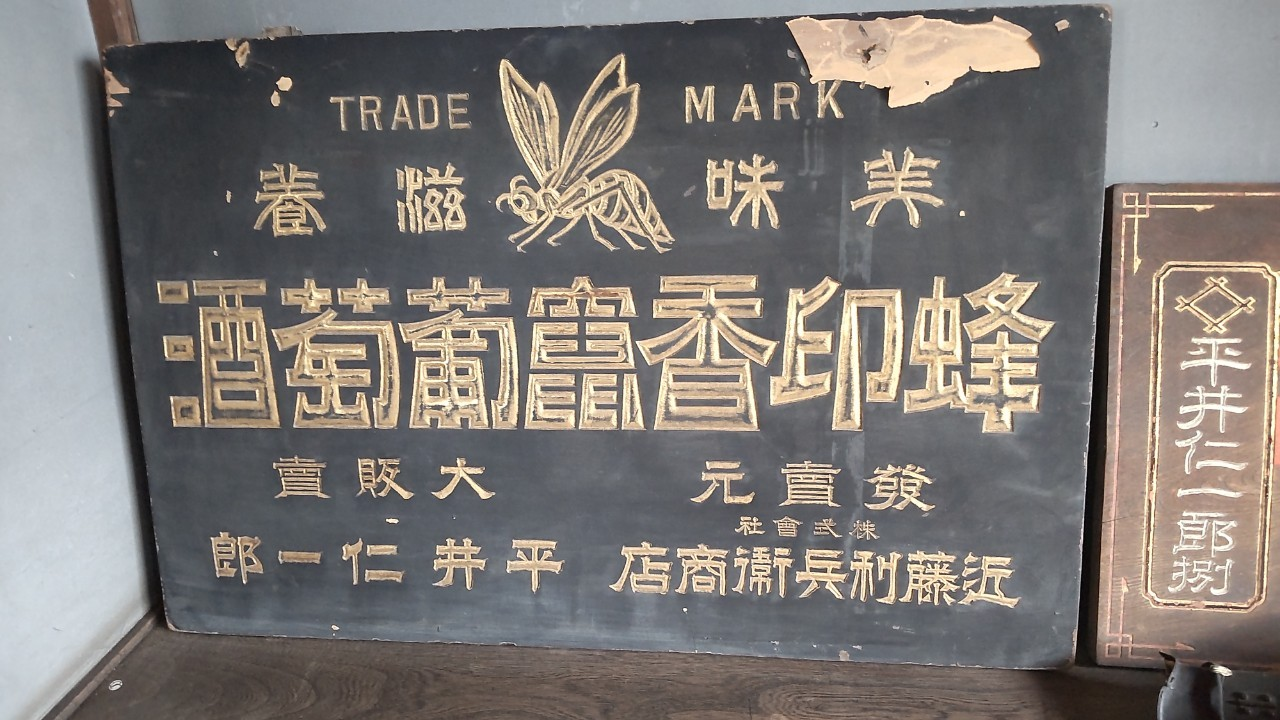
平井家が営んでいた時の酒屋の看板
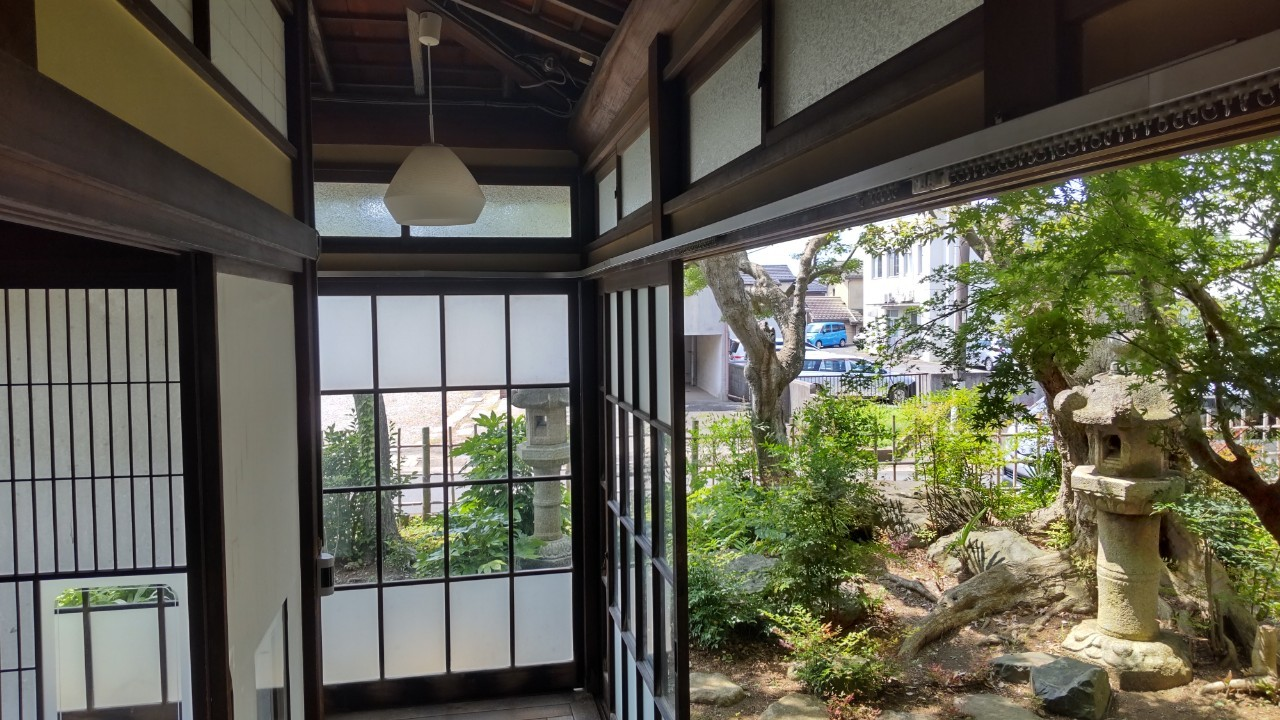
旧平井家住宅 おく「和室10畳」からの景色
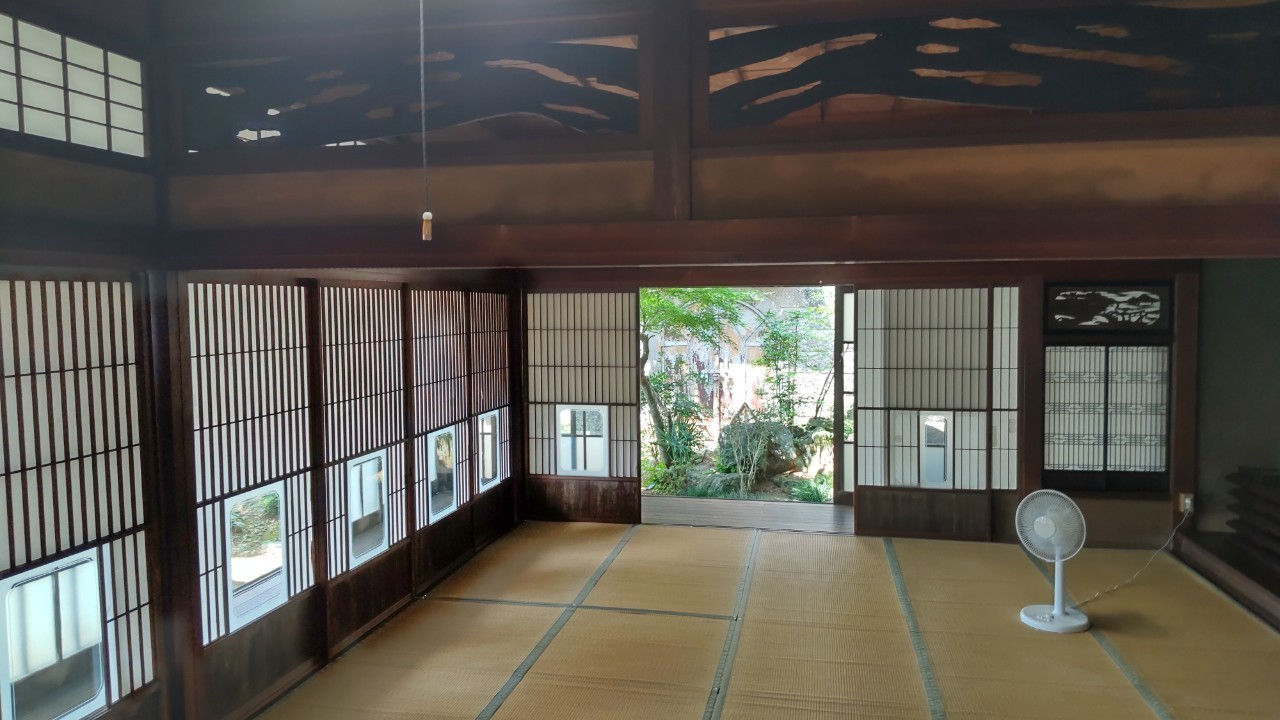
旧平井家住宅 おく「和室10畳」

## 店舗兼主屋の改変
柱や梁の痕跡から、主屋1階「みせ」は数回にわたり改修が行われ、現在の間取りに至ったことが確認されている。
主屋2階の小屋裏の痕跡から中央に東西方向の廊下があり、この廊下が新町通り（国道296号線）に面する廊下に通じていた。
「旧勉強部屋（6畳）」は板の間で、「板の間（8畳）」と続き間であった。

## 保存の経緯
2008年（平成20年）に遺族より佐倉市に寄贈された。その後、2016年（平成28年）8月に国の登録有形文化財に登録された。
現在、整備中のため内部は通常非公開で、佐倉の秋祭りや時代まつりなどのイベントの際に臨時公開が行われていた。

### トライアル・サウンディング
佐倉市では2023年度（令和5年度）、旧今井家住宅と旧平井家住宅について、市有施設の民間利用を促すために「トライアルサウンディング」を実施した。居酒屋、商品の販売、書店などに活用されている。2024年度（令和6年度）は旧平井家住宅のみが対象になっている。

## 交通アクセス
- 京成佐倉駅南口より、徒歩10分
- JR佐倉駅北口より、徒歩18分